# ماغدالينا ريباريكوفا

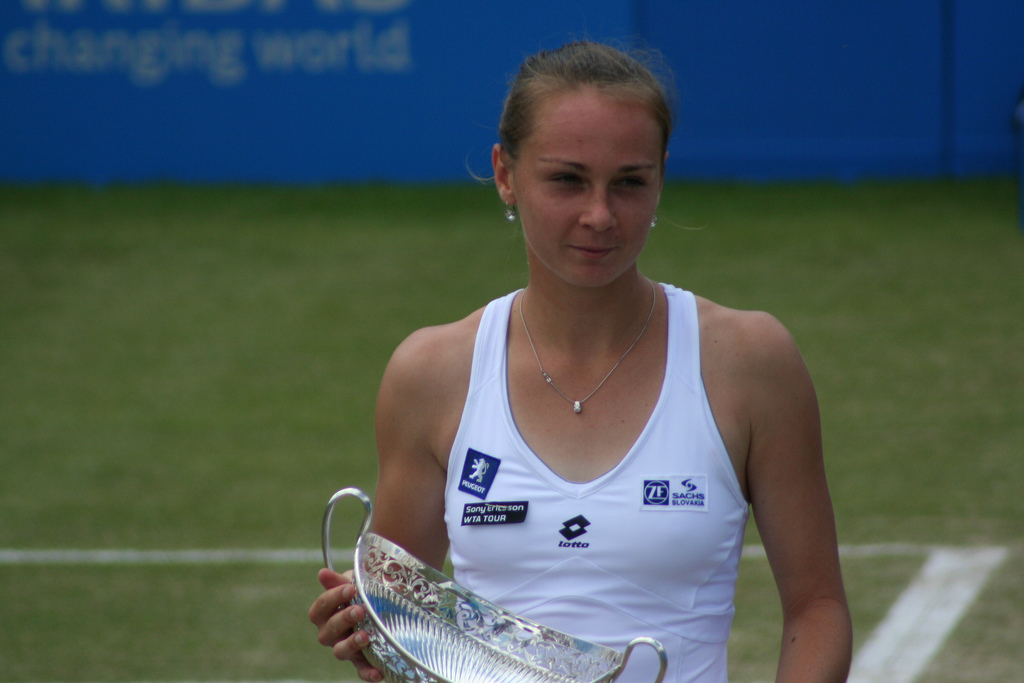
ماغدالينا ريباريكوفا

ماغدالينا ريباريكوفا (بالسلوفاكية: Magdaléna Rybáriková) وهي لاعبة كرة مضرب سلوفاكية ولدت في يوم 4 أكتوبر 1988 في بلدة بييشتاني في تشيكوسلوفاكيا وهي تحتل التصنيف 32 على العالم.

## روابط خارجية
- ماغدالينا ريباريكوفا على موقع رابطة محترفات التنس (الإنجليزية)
- ماغدالينا ريباريكوفا على موقع الاتحاد الدولي لكرة المضرب (الإنجليزية)
- ماغدالينا ريباريكوفا على موقع كأس بيلي جين كينغ (الإنجليزية)
- ماغدالينا ريباريكوفا على موقع بطولة ويمبلدون (الإنجليزية)
- ماغدالينا ريباريكوفا على موقع خلاصة التنس.كوم (الإنجليزية)
- ماغدالينا ريباريكوفا على موقع إي إس بي إن.كوم (الإنجليزية)